# Emil von Metsch
Emil von Metsch (* 29. Januar 1825 in Culmitzsch; † 22. Februar 1866 in Steinbrücken) war ein deutscher Rittergutsbesitzer und Landtagsabgeordneter.

## Leben
Emil von Metsch war der Sohn des Rittergutsbesitzers auf Culmitzsch Emil Wilhelm Joachim Heinrich von Metsch und dessen Ehefrau Ernestine Philippine geb. von Brandenstein aus Steinsdorf (Weida). 
Emil von Metsch studierte an der Universität Jena
Rechtswissenschaft. 1848 wurde er als v. Metsch II im Corps Guestphalia Jena recipiert. Er schloss das Studium mit der Promotion zum Dr. iur. ab. 1812 hatte seine Familie das Rittergut Steinbrücken von Reuß-Köstritz ersteigert. 1852 wurden  Steinbrücken und Roben in einen Familienfideikommiss umgewandelt. Als Familienfideikommissherr verfügte von Metsch über die Patrimonialgerichtsbarkeit, bis diese am 31. Dezember 1854 auf den Staat überging. Er besaß eines der 31 landtagsfähigen Rittergüter im Fürstentum Reuß jüngerer Linie. Damit war er für die Wahl der drei Abgeordneten im Landtag Reuß jüngerer Linie in der Kurie der Rittergutsbesitzer wahlberechtigt. Er saß 1857–1860 im Landtag und war dort 1860 Schriftführer. 
Am 15. Mai 1858 heiratete er auf Schloss Thurm bei Glauchau Ida Clara Sophie Freiin von Kotzau (* 2. Mai 1837), die Tochter des Regierungs- und Konsistorialpräsidenten der Fürstlich und Gräflich gemeinsamen Schönburgischen Regierung Friedrich Freiherr von Kotzau. Das Paar hatte zwei Töchter: Marie Ernestine Luise (* 14. September 1859), Herrin auf Steinbrücken mit Robben, und Betty Karoline Sophie (1861–1903), die 1880 Hans Friedrich Karl Oswald von Tschammer und Osten heiratete. Deren Kinder waren u. a. Eckart von Tschammer und Osten und Hans von Tschammer und Osten.
Er wurde nur 41 Jahre alt.